# مرگ پدرخوانده
مرگ پدرخوانده (به آلمانی: Der Gevatter Tod) یک افسانه آلمانی است، که توسط برادران گریم گردآوری و در قصه‌های برادران گریم در سال ۱۸۱۲ منتشر شد. این داستان در دسته بندی آرنه-تامپسون از نوع ۳۳۲ است.

## داستان
یک مرد فقیر دوازده فرزند دارد و هر روز به اندازه کافی سخت کار می‌کند تا هر یک از آنها را تغذیه کند. وقتی سیزدهمین و آخرین فرزند او به دنیا می‌آید، انسان تصمیم می‌گیرد برای این کودک پدرخوانده پیدا کند داخل اتوبان فرار می‌کند و خدا را که در بزرگراه قدم می‌زند، می‌یابد. خدا می‌خواهد پدرخوانده شود و به کودک نوید سلامتی و خوشبختی می‌دهد. مرد، پس از اینکه فهمید انسان خداست، انصراف می‌دهد و می‌گوید که خدا فقر را تأیید می‌کند. سپس مرد با شیطان در بزرگراه روبرو می‌شود. شیطان می‌خواهد پدرخوانده شود، و به کودک طلا و شادی‌های جهان را ارائه می‌دهد. این مرد پس از اینکه فهمید این مرد شیطان است، انصراف می‌دهد و می‌گوید شیطان بشر را فریب می‌دهد.
مردی که هنوز در بزرگراه راه می‌رود، با مرگ روبرو می‌شود. این مرد تصمیم می‌گیرد مرگ را پدرخوانده کودک کند و می‌گوید مرگ ثروتمندان و فقرا را بدون تبعیض می‌برد. یکشنبه بعد، مرگ پدرخوانده کودک می‌شود.
وقتی پسر بزرگ شد، مرگ به او ظاهر می‌شود و او را به جنگلی هدایت می‌کند، جایی که گیاهان خاصی رشد می‌کنند. در آنجا به این پسر وعده داده می‌شود که مرگ از او یک پزشک معروف خواهد ساخت. توضیح داده شده‌است که، هر زمان پسر به ملاقات شخص بیمار می‌رود، مرگ در کنار فرد بیمار ظاهر می‌شود. اگر مرگ در سر آن فرد قرار داشته باشد، قرار است گیاه خاصی را که در جنگل یافت می‌شود به آن فرد داده و آن را معالجه کنند. اما، اگر مرگ در پای فرد ظاهر شود، هرگونه معالجه و درمان بر او بی فایده است زیرا به زودی می‌میرد.
پسر به زودی مشهور می‌شود، همان‌طور که مرگ پیش‌بینی کرده و مقدار زیادی طلا به دلیل توانایی شگفت‌انگیز خود برای دیدن زندگی یا مرگ یک شخص، دریافت می‌کند. به زودی، پادشاه همه سرزمین‌ها بیمار می‌شود و به دنبال پزشک معروف می‌فرستد.
وقتی پزشک به دیدن پادشاه می‌رود، بلافاصله متوجه می‌شود که مرگ در پای تخت ایستاده‌است. پزشک برای پادشاه احساس ترحم می‌کند، و تصمیم می‌گیرد مرگ را فریب دهد. سپس پزشک پادشاه را در رختخواب خود می‌چرخاند تا مرگ بالای سر او بایستد. سپس گیاه را به پادشاه می‌دهد تا بخورد. این پادشاه را بهبود می‌بخشد و بهبودی وی را تسریع می‌کند.
اندکی بعد، مرگ به پزشک نزدیک می‌شود، و عصبانیت خود را از فریب دادن وی و نافرمانی از قوانین مرگ ابراز می‌کند. اما از آنجا که پزشک، پدرخوانده مرگ است، او را مجازات نمی‌کند. سپس مرگ به پزشک هشدار می‌دهد که اگر قرار است هرگز مرگ را دوباره فریب دهد، جان پزشک را خواهد گرفت.
چندی بعد، دختر پادشاه بیمار می‌شود و پزشک نیز به ملاقات او می‌رود. پادشاه در صورت معالجه دخترش قول ازدواج و ارثیه تاج دخترش را می‌دهد. وقتی پزشک به دیدار شاهزاده خانم می‌رود، مرگ را در پاهای او می‌بیند. با نادیده گرفتن این موضوع، او را مجذوب زیبایی و افکار شاهزاده خانم می‌کند که شوهرش باشد. پزشک شاهزاده خانم را چرخانده تا مرگ سر او باشد. سپس او را با گیاه تغذیه می‌کند.
همان‌طور که شاهزاده خانم در حال نزدیک شدن است، مرگ بازوی پزشک را گرفته و او را به یک غار می‌کشاند. در این غار هزاران شمع وجود دارد که هر کدام به طول‌های مختلف سوخته شده‌اند. مرگ توضیح می‌دهد که طول هر شمع نشان می‌دهد که شخص چه مدت بیشتر باید زندگی کند. هنگامی که مرگ شمع خود را به پزشک نشان می‌دهد، دومی متوجه کوتاه بودن آن می‌شود و این نشان می‌دهد که پزشک عمر بیشتری ندارد.
پزشک از پدرخوانده خود تقاضا می‌کند تا شمع جدیدی برای او روشن کند، تا او زندگی شاهدی را به عنوان شاه و شوهر شاهزاده خانم زیبا تجربه کند. پزشک به سمت شمع کودک خود می‌رود و سعی می‌کند آن را به سمت شمع خود منتقل کند.
مرگ می‌گوید نمی‌تواند: برای اینکه دیگری روشن شود، باید بیرون برود. پزشک التماس می‌کند که یک شمع را بیرون آورده و شمع جدیدی روشن کند. مرگ اطاعت می‌کند. او به سمت شمع پزشک می‌رود و به آن نگاه می‌کند.
درست هنگامی که می‌خواهد شمع جدید را روشن کند، مرگ داس خود را بلند می‌کند و شمع پسر خاموش می‌شود. به محض خاموش شدن شمع، پزشک مرده روی زمین می‌افتد.
هنگامی که پزشک سقوط می‌کند، او می‌شنود که زمزمه مرگ آرام است "شما یک بار به دنبال صالح‌ترین فرد بودید که پدرخوانده فرزند شما باشد، اما در تخت مرگ به آن خیانت کردید و به جای آن زندگی دیگری را درک کردید "حالا شاگرد بی‌خرد من بخواب.